# Тельбес (приток Мундыбаша)
Тельбе́с — река в России, протекает по Таштагольскому району Кемеровской области. Устье реки находится в 2 км по правому берегу реки Мундыбаш, на высоте 239 м над уровнем моря. Длина реки — 80 км, площадь водосборного бассейна — 1220 км².
На реке расположены Мундыбаш и Тельбес. На небольшом левом притоке стоит пгт Каз. Река является источником водоснабжения для посёлков Темиртау и Каз.
В бассейне реки Тельбес в XVIII веке были обнаружены залежи железной руды, с 1930 по 1960 действовал Тельбесский рудник.
В честь реки названы посёлок Тельбес, Тельбесстрой (позже переименованный в Кузнецкстрой) и Тельбесбюро.

## Бассейн
- 11 км: Тамала
- 20 км: Большой Таз
  - 12 км: Кундель
    - 5 км: Монастырка
    - 14 км: река без названия

  - 27 км: Барнауловка
  - 32,5 км: Большие Мези
  - 35,5 км:Малые Мези
  - 37 км: Средний Меч
  - 43 км: Локотковский
  - 47 км: Большой Меч
    - 1,5 км: Таловый ключ
    - 9 км: Шестые Мечи

  - 57 км: Чёрный Таз
  - 61 км: Малый Таз
    - 6 км: Мастакол

  - 70 км: Кайбала
- 31 км: Керс
  - 1,5 км: Керс 1-й
  - 3 км: Керс 2-й
- 36 км: Каз
  - 6 км: Восточный Каз
  - 6 км: Средний Каз
- 44 км: Калтрык
- 45,5 км: Медвежий
- 47,5 км: Березовый
- 48 км: Азас
- 49,5 км: Жулановка
  - 0,2 км: Малая Жулановка
- 53 км: Средняя Куйла
- 68,5 км: Тихая
- 69,5 км: Акза

## Данные водного реестра
По данным государственного водного реестра России относится к Верхнеобскому бассейновому округу, водохозяйственный участок реки — Кондома, речной подбассейн реки — Томь. Речной бассейн реки — (Верхняя) Обь до впадения Иртыша.
Код объекта — 13010300112115200009813.